# قلعة كوكب الهوا
قلعة كوكب الهوا هي قلعة فلسطينية أثرية تقع إلى الشمال من مدينة بيسان، وتبعد عنها 11كم، وترتفع 300م عن سطح البحر، تقوم فوق البقعة التي كانت تقوم عليها مدينة (يرموث) الكنعانية وتعني الارتفاع.
نشأت داخل القلعة قرية كوكب الهوا، ثم توسع عمرانها حتى أحاط بالقلعة.
تبلغ مساحة أراضيها (9949) دونما. وتحيط بها أراضي البيرة ووادي البيرة وكفرا وجبول. قدر عدد سكانها عام 1922 (167) نسمة، وفي عام 1945 بلغ (300) نسمة.
بنى القلعة فرسان الإسبتارية في الفترة الصليبية 1168م. تشرف على وادي الأردن في الجزء الشرقي من الجليل الأدنى. بها جدران وخنادق على الطراز الأوروبي. إسترجعها صلاح الدين في معركة حطين عام 1187.